# St. Ulrich (Rödles)

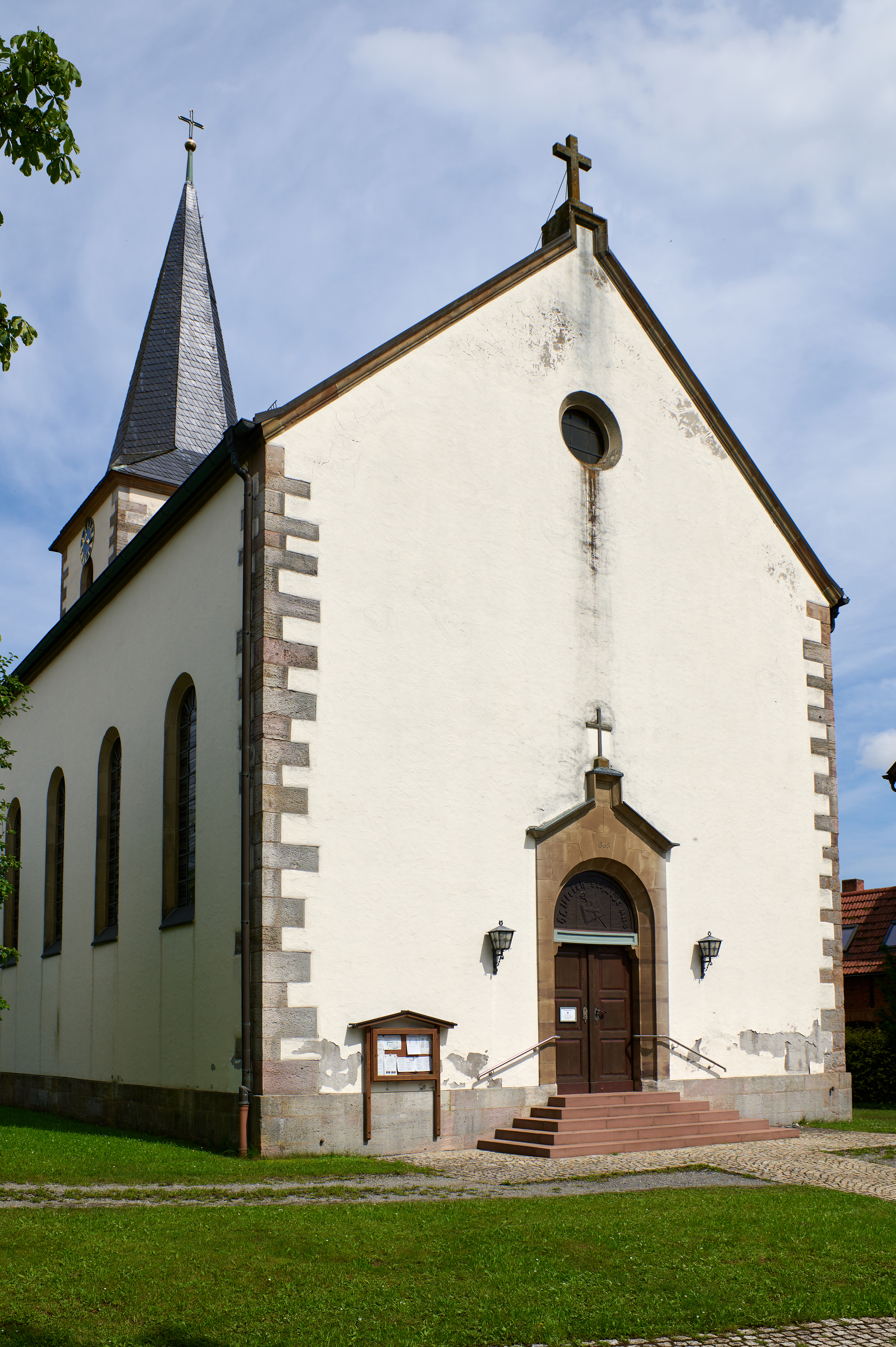
St. Ulrich (Rödles)

Die römisch-katholische Kirche St. Ulrich ist eine Kirche im bayerischen Rödles, einem Ortsteil der Gemeinde Bastheim im unterfränkischen Landkreis Rhön-Grabfeld. Sie gehört zu den Baudenkmälern in Bastheim und ist unter der Nummer D-6-73-116-28 in der Bayerischen Denkmalliste registriert.
Die Kirche ist dem heiligen Ulrich von Augsburg geweiht.

## Geschichte
Der Vorgängerbau der heutigen St.-Ulrich-Kirche wurde im Verlauf des Dreißigjährigen Krieges mehrmals geplündert. In ihrer heutigen Form entstand die heutige St.-Ulrich-Kirche, als der Chorturm aus dem 17. Jahrhundert im Jahr 1868 um ein Langhaus ergänzt wurde. Die Kirche beherbergt im Inneren Holzfiguren der Heiligen Ulrich und Bonifatius, die um 1750 entstanden, den Volksaltar und eine Scheiffladen-Orgel.